# Welling
Welling település Németországban, Rajna-vidék-Pfalz tartományban. Lakosainak száma 944 fő (2023. december 31.).

## Népesség
A település népességének változása:
| Lakosok száma | 925  | 936  | 915  | 938  | 944  |
|               | 2017 | 2019 | 2021 | 2022 | 2023 |